# Sabiha al-Shaykh Da'ud
Sabiha al-Shaykh Da'ud (1912-1975) là nữ luật sư đầu tiên người Iraq và là một nhà hoạt động vì quyền phụ nữ nổi tiếng thế giói.

## Cuộc đời
Cha của Da'ud, Ahmad al-Shaikh Da'ud, nằm trong số các nhà lãnh đạo Iraq bị bắt trong cuộc nổi dậy ở Iraq năm 1920 và sau đó bị đưa đi lưu đày. Mẹ của cô, Na'ima Sultan Hamuda, cũng hoạt động chính trị: năm 1919, bà khuyến khích Gertrude Bell cung cấp các quyền lợi giáo dục cho phụ nữ, năm 1920, bà đứng đầu một ủy ban phụ nữ Baghdad để hỗ trợ cuộc nổi dậy, và năm 1923, bà là một trong những thành viên sáng lập Câu lạc bộ thức tỉnh phụ nữ.
Da'ud là một trong những người phụ nữ đầu tiên được giáo dục công cộng ở Iraq. Năm 1936, cô trở thành nữ đầu tiên học luật tại Đại học Luật Iraq, mặc dù cô bị buộc phải ngồi riêng với các bạn nam. Cô hoạt động trong Hội Phụ nữ Iraq, một tổ chức phụ nữ theo chủ nghĩa dân tộc. Bà là giám đốc của hai trong số các tổ chức thành lập của nó vào những năm 1940, và trở thành phó chủ tịch của Liên minh vào đầu những năm 1950.

## Tác phẩm
- Awwal al-Tariq Ila al-Nahda al-Niswiyya fi al-'Iraq (Sự khởi đầu của con đường hướng tới sự thức tỉnh của phụ nữ ở Iraq) [4]